# Humberto I de Saboia
Humberto I de Savoia, "O Mãos-brancas", (Maurienne, 980 — Hermillon, 1 de Julho de 1042, ou 1003 — 1048) foi  o 1.º Conde da Casa de Savoia, título que teve desde 1032 até a sua morte, assim como o 1.º Conde de Maurienne.
Humberto provinha de estirpe nobre, possivelmente da Saxônia, Itália, Borgonha ou Provença.
Durante as guerras de Rodolfo III da Borgonha (? – 1032), com Henrique II, Sacro Imperador Romano, Humberto apoiou este último com provisões e soldados pois era ligado à família imperial pelo casamento.
Assim, em 1003 o Imperador nomeou-o Conde de Aosta, uma região montanhosa na Borgonha, que atualmente faz parte da Itália, e concedeu-lhe o norte de Viennois como recompensa.
Por sua vez, Humberto protegeu o flanco direito do exército de Henrique durante a invasão da Itália de 1004.
As terras de Humberto eram quase autônomas e assim continuaram por longo tempo mesmo depois da sua morte. Para isso teria contribuído a sua inacessibilidade e a fraca importância econômica.
Em 1032, Humberto recebeu as terras de Maurienne, seu local de nascimento, das mãos do Imperador Conrado II, devido à ajuda que lhe havia prestado nas campanhas na Itália contra Aribert de Milão Arcebispo de Milão.

## Relações Familiares

Brasão de Armas da Casa da Savoia.

Não há certeza sobre sua filiação, mas é referido como sendo filho de Humberto de Savoia (? - 19 de Julho de 1047), filho este de Amadeu de Savoia (940 - 1051). Casou-se em 1020 com Aucilia de Lenzburg, tida como filha de Olderico Manfredo II de Turim (992 - Turim, 29 de Outubro de 1040) e de Berta de Este, de quem teve:
1. Amadeu I de Savoia (1000 - ?)[2] conde de Savoia, de Aosta e de Maurienne, que sucedeu o Pai no Condado, e foi sucedido pelo irmão Oto.
2. Burcardo de Savoia (? - 1068), arcebispo de Lyon.
3. Aimão de Savoia, Bispo de Sion (? - 1054).
4. Otão I de Savoia, (c. 1000 - 19 de Janeiro de 1057)[3] Conde de Savoia, marquês de Turim, casou com Adelaide de Susa, herdeira de Turim, filha de Olderico Manfredo II de Turim, Marquês de Turim e de Berta de Este.
5. Adelaide de Turim (c. 1025 -?) casada com Guigues I de Albon.